# Platnirowskaja
Platnirowskaja (russisch Платни́ровская) ist eine Staniza in der Region Krasnodar in Russland mit 12.004 Einwohnern (Stand 14. Oktober 2010).

## Geographie

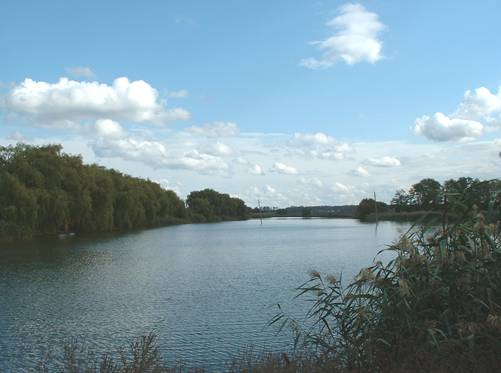
Der Kirpili bei Platnirowskaja

Der Ort liegt im Kaukasusvorland gut 50 km Luftlinie nordöstlich des Regionsverwaltungszentrums Krasnodar am Kirpili, einem Zufluss des Asowschen Meeres.
Platnirowskaja gehört zum Rajon Korenowski und befindet sich knapp 10 km südwestlich von dessen Verwaltungszentrum Korenowsk. Die Staniza ist Sitz der Landgemeinde Platnirowskoje selskoje posselenije, zu der außerdem die Weiler (chutor) Kasatschi (faktisch unmittelbar östlich anschließend) und Lewtschenko (10 km westlich) gehören.

## Geschichte
Der Ort entstand 1794 als eine der ersten 40 kosakische Kurinsiedlungen im Kuban-Gebiet unter dem Namen Platnirowskoje, ab Verleihung des Status einer Staniza 1842 unter der heutigen Namensform. Nach der Umwandlung des 1881 etwa 80 km nördlich gegründeten Weilers (chutor) Tschelbasski in die Staniza Nowoplatnirowskaja („Neu-Platnirowskaja“) 1909 wurde Platnirowskaja auch als Staroplatnirowskaja („Alt-Platnirowskaja“) bezeichnet; diese Bezeichnung wurde jedoch im Unterschied zu vielen anderen Stanizen mit ähnlicher Entwicklung nie offiziell. Platnirowskaja gehörte von 1868 bis zur Einrichtung der Rajons 1924 zur Abteilung (otdel) Kawkasskaja der Oblast Kuban.

### Bevölkerungsentwicklung
| Jahr | Einwohner |
| ---- | --------- |
| 1939 | 8.402     |
| 1959 | 9.756     |
| 1979 | 10.926    |
| 2002 | 11.561    |
| 2010 | 12.004    |

Anmerkung: Volkszählungsdaten

## Verkehr
Westlich an Platnirowskaja vorbei verläuft die föderale Fernstraße M4 von Moskau über Rostow am Don und Krasnodar nach Noworossijsk. Am östlichen Ortsrand liegt die gleichnamige Station an der 1888 eröffneten und seit 2000 elektrifizierten Bahnstrecke Tichorezkaja – Krasnodar (Streckenkilometer 618 ab Wolgograd).